# Filo-Fischer Ilona
Mihályfi Ernőné, Fischer Ilona [Filo; filo] (Miskolc, 1910. február 17. – Budapest, 1986. március 8.) magyar plakátművész, tervezőgrafikus, érdemes művész.

## Pályája
Iskoláit Miskolcon végezte; a helyi Tóth Pál Gimnáziumban érettségizett 1927-ben. Érettségi után közvetlenül, levelezés útján jelentkezett a müncheni iparművészeti főiskolára, ahová személyesen is behívták munkái alapján. Itt kiderült, hogy felvennék ugyan, de még nem töltötte be a 18. életévét, és nem ismerték el az „ismeretlen miskolci gimnázium” érettségi bizonyítványát sem. Javasolták, hogy amíg nem éri el a kívánt korhatárt, addig járjon két Ehmcke-növendék – Maxon és Kallenberg – magániskolájába. Némi diplomáciai „csatározás” után az érettségi honosítása is megtörtént, ráadásul a kívánt korhatárt is elérte, így jelentkezhetett az egyhetes felvételi vizsgára (Staatsakad. für Angewandte Kunst, München). Felvették az akkori Európa egyik ismert és nagy tekintélyű professzor, Fritz Helmuth Ehmcke osztályába.
A főiskolán hamar sikereket ért el, ami elbizonytalanította, és beiratkozott a főiskolával párhuzamosan az egyetemre is művészettörténet szakra, Wilhelm Pinder professzorhoz, amit végül is másfél év híján mégsem fejezett be, mert disszertációs témaként egy számára tökéletesen érdektelen témát kapott. Viszont az egyetem abbahagyásával párhuzamosan felvette a főiskolán a díszlet- és jelmeztervezői szakot, így bekerült Emil Preetorius professzor osztályába is. Ám egy napon Ehmcke választás elé állította: egyszerre két osztályba nem járhat, így visszament a grafikai osztályba, régi professzorához. Nyáron és vasárnaponként eljárt Anna Simons hathetes írástanfolyamaira is. Anna Simons professzor a kalligráfia és tipográfia kiemelkedő szakértője volt.
Főiskolás évei során már dolgozott is Németországban. Egyebek közt a BMW autó- és motorgyárnak készített grafikákat, szövegeket, és rövidesen „összerajzolt” magának egy 750 köbcentis motorkerékpárt, amelyre egy oldalkocsit is rakatott – ezzel járt haza Miskolcra, nagy feltűnést keltve. Motorozni egyébként a BMW-gyárnál trénerkedő Henne akkori világbajnok motorversenyzőtől tanult.  
1933-ban Hitler hatalomra jutásakor hazatért és ettől fogva Budapesten, az Athenaeum Könyvkiadónak dolgozott. Könyvborítók, reklám-lapok tervezéséből élt és készített magazinoknak illusztrációkat. 1933-ban megismerkedett férjével dr. Mihályfi Ernővel, aki az Est lapok szerkesztője volt. Innentől fogva gyakran dolgoztak közösen. Férjétől megtanulja a képszerkesztést, és számos akkor készült album őrzi azóta is nevüket. (Magyarország képekben, Mérges csók… stb.) Férjétől kapta a Filo becenevet is, ez alatt jelentek meg plakátjai, grafikái. 
A háború után közvetlenül kapcsolódott be aktívan az újjáépítés munkálataiba grafikáival Háy László pályázatán keresztül. „Minden kéz vegyen részt az újjáépítésben” c. plakátja 50 000 példányban került az utcákra. 1970-ben, a 25 esztendős évforduló alkalmából újból kinyomtatták, magas példányszámban. Nem sokkal a háború után még trükkfilm is készült a plakátból. Nógrádi Sándor propagandafőnöksége idején az 1848-as forradalom 100. évfordulójának tiszteletére készítette el nagy, kokárdáját ábrázoló plakátját 1948-ban. Az új hatalom is felfigyelt tehetségére, ami a férje Horthy-korszakhoz kapcsolódó munkássága kapcsán némi előnyhöz juttatta az egyébként szorult helyzetbe is kerülhető párost. Több műve szinte emblematikussá válva formálta meg a kommunista párt jelszavait, de mindig elkerülte a szocreál formát.  
Az 1956-os forradalom kapcsán elkészítette a fasiszta csizmát ábrázoló, „NEM” című plakátját, amely elsősorban a restaurációs erők által megjelenő neonáci hagyományokat is felelevenítő erők ellen készült, ami viszont nem volt jellemző és meghatározó az 1956-os forradalomra. A plakátját a Kádár éra első hónapjaiban már felkapták, és időszakosan egyfajta jelképpé vált, de később is számos béketüntetésen előkerült a plakát. 
A forradalom leverését követően – mondták, hogy a felkapott „csizmás” plakátja miatt (egy számára rossz szájízű kampány kapcsán) – visszavonult némiképp a politikai témáktól (alkotott, de korántsem a régi intenzitással), és többnyire kulturális plakátokat tervezett:
„Fák napja”, „Népművészet háziipar”, „Exposion du livre hongrois”, „Szép szó”, alkoholellenes plakátok, „Budapesti Szabadtéri Színpadok” valamint színházi plakátjai: „Zrínyi”, „Liliom”, „Kék madár”, „Hét pofon”, „Tigris és hiéna” stb. 1965-ben megkapta az „érdemes művész” kitüntetést.
1966–1973-ban elkészítette a Budapesti Művészeti Hetek jellegzetes pávás plakátsorozatát, évente más verzióban. A Szegedi Szabadtéri Játékok plakátjait is többször ő tervezte, de jobbára képeslapok képszerkesztőjeként működött. Egyebek mellett a Magyarok Világszövetsége lapjának, a Magyar Híreknek a képszerkesztője volt, amiért két ízben is kitüntetésben részesítette az állam, 1970-ben és 1980-ban (Munka Érdemrend arany fokozata).
Tömör, jelszerű nyelvezet jellemezte munkáit, mely világos és szakszerűen alkalmazott tipográfiával összhangban érvényesül. Gyakran és hatásosan alkalmazta a montázst vagy a transzparenciát, a dinamikus, soroló ritmust. Élt a klasszikus betűtípusok és a saját kézjegyének számító (művésznevét szignóvá formáló) egyéni zsinórírás kombinációjával.

## Kiállításai

### Egyéni kiállítások
- 1965 • Magyar Nemzeti Galéria, Budapest

### Válogatott csoportos kiállítások
- 1956, 1958 • II. és III. Magyar Plakátkiállítás, Nemzeti Szalon, Budapest
- 1957 • Magyar forradalmi művészet, Műcsarnok, Budapest
- 1960 • Magyar Plakát-Történeti Kiállítás 1885–1960, Műcsarnok, Budapest
- 1961, 1966, 1972 • IV., V. és VI. Magyar Plakátkiállítás, Ernst Múzeum, Budapest
- 1973 • 100 politikai plakát, Szépművészet Múzeum, Budapest
- 1975 • Jubileumi plakátkiállítás, Szépművészet Múzeum, Budapest • Nemzetközi antifasiszta plakátkiállítás, Magyar Nemzeti Galéria, Budapest
- 1986 • 100 + 1 éves a magyar plakát, Műcsarnok, Budapest

## Művek közgyűjteményekben
- Magyar Nemzeti Galéria, Budapest
- Országos Széchényi Könyvtár, Budapest

## Díjai, elismerései
- Érdemes művész (1966)
- Munka Érdemrend arany fokozata (1970, 1980)